# ارتش مؤتلفه کنتاکی
ارتش موتلفه کنتاکی (انگلیسی: Confederate Army of Kentucky) ارتشی است متعلق به ارتش ایالات مؤتلفه و شکل‌گیری این ارتش در تاریخ ۲۵ اوت ۱۸۶۲ و در دوران جنگ داخلی آمریکا است.